# Pacynka (rzeka)
Pacynka – rzeka w powiecie radomskim.
- prawy dopływ Mlecznej – Pacynka uchodzi do niej pod Lesiowem.
- źródła rzeki znajdują się pod Makowcem – gmina Skaryszew na wysokości ok. 179 m n.p.m., zaś ujście na wysokości 131,6 m n.p.m.
- poniżej Jedlni-Letnisko uchodzi do Pacynki największy jej dopływ – Gzówka.
- nazwa pochodzi od młyna, który otrzymał od króla Władysława Jagiełły na mocy przywileju z 1433 roku „mostowniczy królewski” Pac. Stąd wziął nazwę młyn i osada młynarska (Pacynka), a z czasem i rzeczka. Dawniej był tu duży staw, na którym do I wojny światowej istniały 2 młyny. Na Pacynce i jej dopływie Gzówce, zwanej także Mokrą Rzeką istniało 10 młynów (Gzowice, Mokrzec – dawna nazwa Jedlni Letnisko, Siczki, Piotrowice, Antoniówka, Pacyna, Kozłów, Lesiów, Owadów). Obecnie nad rzeką możemy obserwować tylko ruiny młynów.
- na odcinku Pacynki między Siczkami a Rajcem Letnisko rzeka zasilana jest przez liczne, dość wydajne źródła (rzeka płynie wciętą doliną, ograniczoną wysokimi zboczami), jedno z tych źródeł (św. Jana) zostało zagospodarowane na potrzeby ścieżki dydaktycznej „Nad Pacynką”. Drugim źródłem, w początkowym biegu będący rowem okresowo wysychającym jest Mnich (według nazewnictwa MPHP[1] Dopływ spod Rajca Szlacheckiego), prawie nieznana rzeczka mająca swój początek na polach między Rondem Kozienickim, wsią Natolin a Rajcem Szlacheckim. W dolnym biegu płynie przez Rajec Poduchowny wzdłuż Drogi na Kozienice, w okolicy miejscowości Antoniówka przepływa pod ulicą i po około 1,5 km uchodzi do Pacynki. Ma długość około 5,2 km.

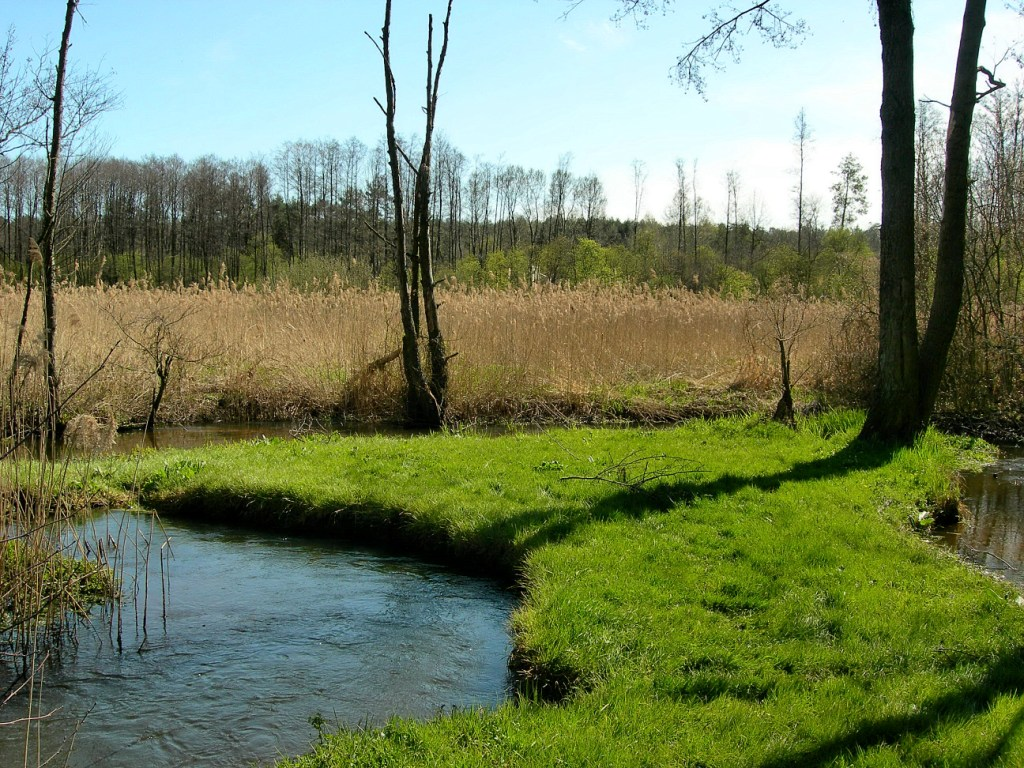
Ścieżka dydaktyczna „Nad Pacynką” – szyjka meandrowa
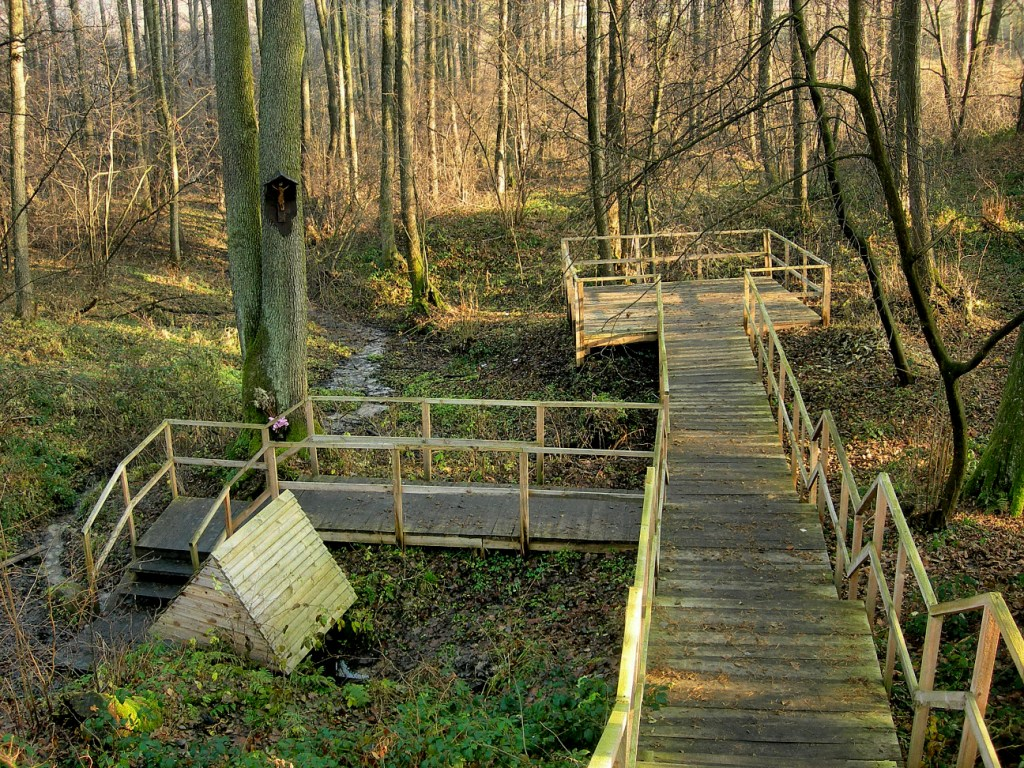
Ścieżka dydaktyczna „Nad Pacynką” – źródło św. Jana
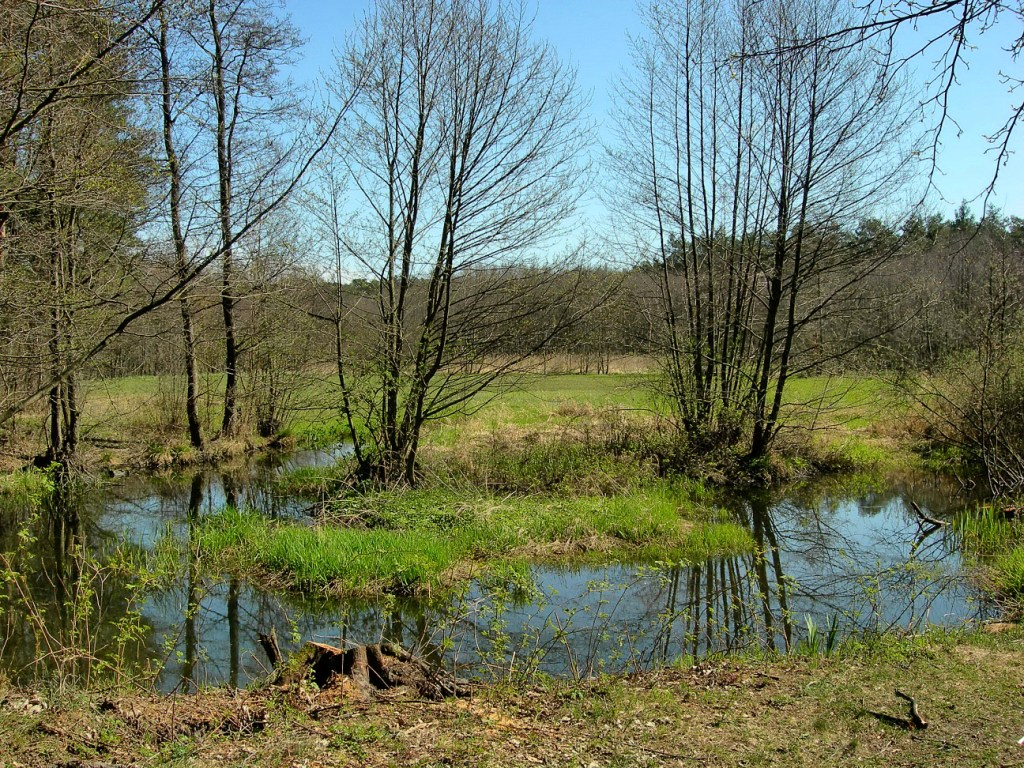
Ścieżka dydaktyczna „Nad Pacynką” – starorzecze